# Bolozon

Bolozon este o comună în departamentul Ain din estul Franței.